# Denti della Vecchia
I Denti della Vecchia sono un gruppo di montagne delle Prealpi Luganesi, tra Svizzera (val Colla) ed Italia (Valsolda). Il "Sasso Grande", che raggiunge i 1.492 m s.l.m., è il più suggestivo dei pennoni calcarei che lo compongono. Sono anche definiti "Canne d'organo". Principali rifugi di appoggio per escursioni nel gruppo sono la Capanna Pairolo e la capanna situata presso l'Alpe Bolla.

## Geologia

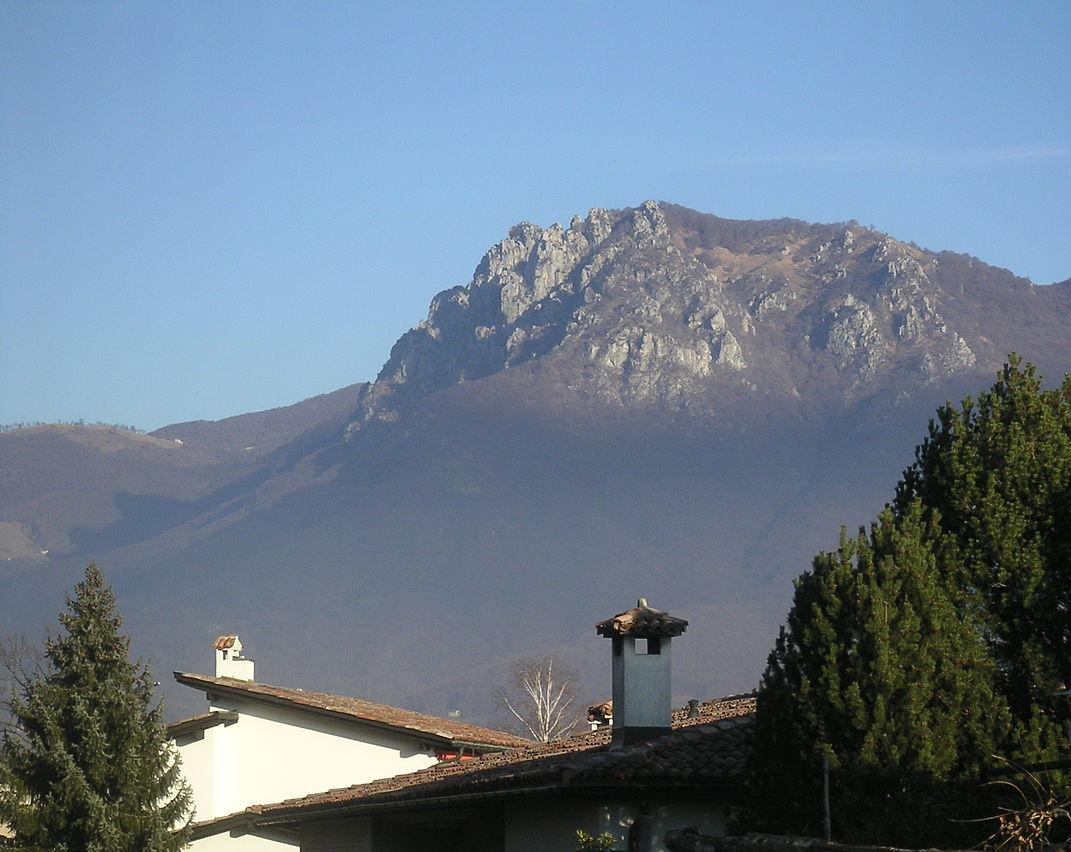
I Denti della Vecchia visti da Comano

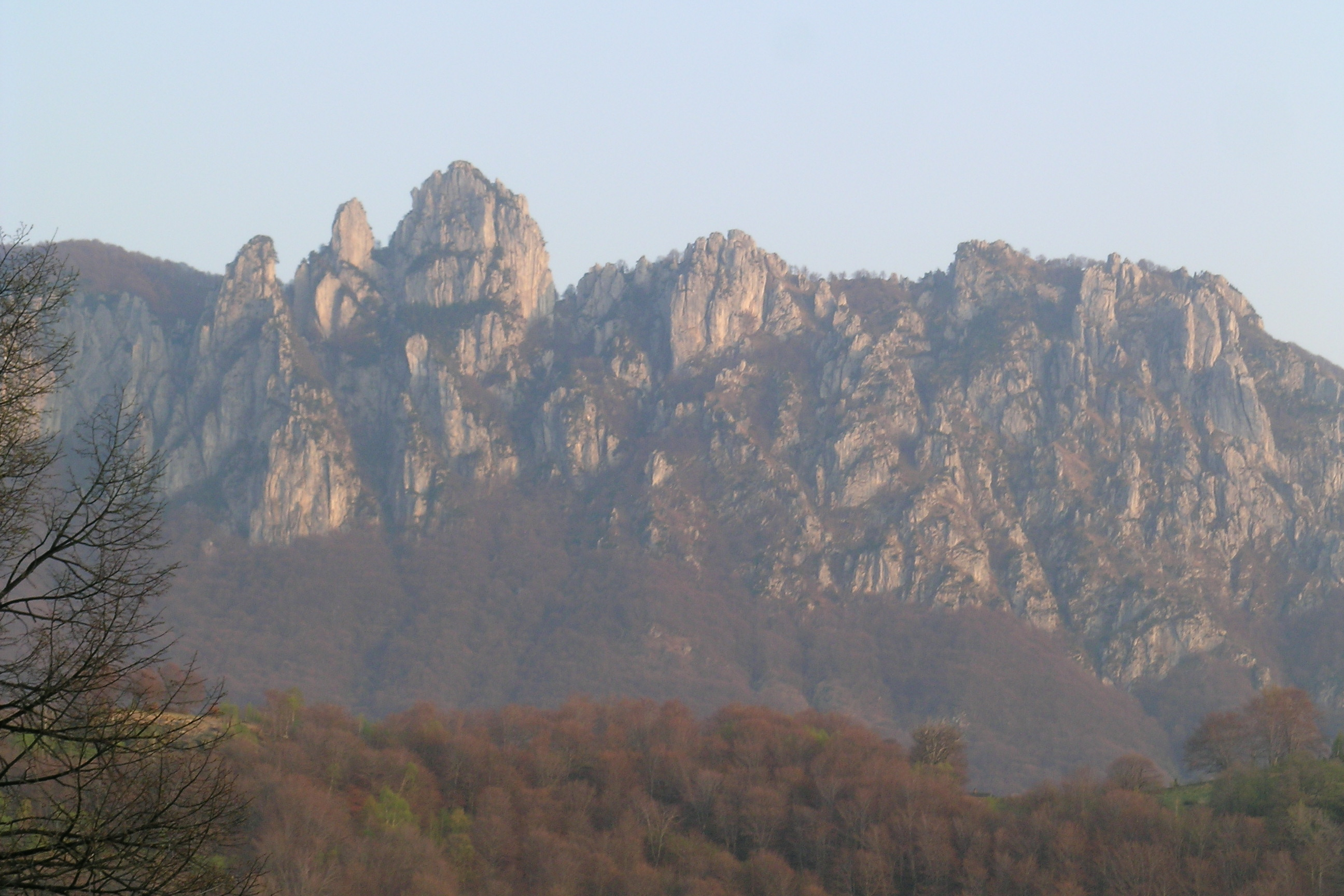
Denti della Vecchia

I "denti" sono formati da uno strato geologico più antico: quello del Triassico superiore che è costituito da dolomia. Tra i Denti della Vecchia e la Capanna Pairolo si possono osservare dei conglomerati verrucani che risalgono ad un'epoca ancora più remota. Tutto il massiccio del Gazzirola è costituito invece da uno zoccolo cristallino in forma di gneiss, che rappresenta le rocce affioranti più antiche del Sottoceneri. In Val Colla, sul fondo valle, si riscontrano rocce coperte da ghiaia, sabbie e argille che erano in origine antiche morene d'epoca glaciale.

## Alpinismo
I Denti della Vecchia rappresentano uno dei luoghi storici dell'arrampicata ticinese. Il "Gruppo Scoiattoli Denti della Vecchia" ha confezionato una guida completa delle vie d'arrampicata presenti nella montagna.

## Leggende e modi di dire
La particolare conformazione di queste montagne ha ispirato tutta una serie di leggende popolari. Alcune di esse sono state raccolte da autori diversi e sono state trascritte con questi titoli: 
- "Il curioso punito", "L'asino di Ventuno", "La leggenda delle Canne d'Organo... e dei Denti della Vecchia" e sono rintracciabili nella raccolta "Il meraviglioso"[1].

Sono stati censiti anche diversi modi di dire relativi a queste montagne che, seppur non siano più molto utilizzati, sono ancora rintracciabili nelle trascrizioni di fonti orali:
- "Fa freddo come sui Denti della Vecchia in gennaio",
- "Sorpreso come se avesse visto cadere i Denti della Vecchia",
- "Bella come l'aurora, quando il sole sorge dai Denti della Vecchia".